# Mary und der Millionär
Mary und der Millionär (OT: The Devil and Miss Jones) ist eine US-amerikanische Filmkomödie aus dem Jahr 1941 mit Jean Arthur, Charles Coburn und Robert Cummings unter der Regie von Sam Wood. Der Film gehört zu den wenigen US-Produktionen der Zeit, die gewerkschaftliche Tätigkeiten von Arbeitnehmern positiv darstellen.

## Handlung
John P. Merrick ist der reichste Mann der Welt, allerdings auch einer der meistgehassten: Er wird für zahllose Schikanen gegenüber seinen Angestellten verantwortlich gemacht und ist ständiges Ziel von gewerkschaftlichen Aktionen. Eines Tages hat der zurückgezogen lebende Junggeselle genug davon, immer nur der Bösewicht zu sein und beschließt, „undercover“ als Schuhverkäufer in einem seiner Warenhäuser zu arbeiten. Sein Plan besteht darin, die Agitatoren zu entlarven und zu entlassen. Rasch findet er das Vertrauen von Mary Jones und ihrem Freund Joe, die sehr aktiv in der Gewerkschaft engagiert sind und die Gründung eines Betriebsrates fordern. Ganz nebenbei verliert Mr. Merrick sein Herz an Elizabeth Ellis, eine Verkäuferin in der etwas reiferen Jugend.
Ziemlich schnell erkennt Merrick, dass die Beschwerden der Angestellten berechtigt sind, denn das Management behandelt die Werktätigen mit ausgesuchter Boshaftigkeit und entlässt Angestellte, wenn sie nach vielen Jahren Mitarbeit im Unternehmen zu teuer sind. Der „einfache Angestellte“ Merrick legt sich mehrfach mit dem gehässigen Abteilungsleiter Hopper an. Er erlebt einige Abenteuer, so wird er versehentlich bei einem Wochenendausflug mit seinen Arbeitskollegen wegen seiner teuren Uhr als vermeintlicher Dieb verhaftet. Aus dieser Situation befreit ihn ausgerechnet Joe, den er zuvor nicht gemocht hatte.
Mary findet eine Karte, aus der hervorgeht, dass Merrick ein Privatdetektiv und Spion der Unternehmensspitze sein muss. Merrick hält allerdings zu seinen Arbeitnehmern und zugleich Arbeitskollegen, als ein großer Streik im Kaufhaus ausbricht. Er tritt als Millionär in Erscheinung, was Mary, Joe und Elizabeth in großes Erstaunen versetzt. Neustrukturierung im Unternehmen beenden das Problem und Mr. Merrick lädt alle Angestellten ein, ihn und die frischgebackene Mrs. Merrick, die ehemalige Elizabeth Ellis, auf eine luxuriöse Kreuzfahrt nach Hawaii zu begleiten. Auch Mary und Joe, die zuvor wegen finanzieller Probleme keine gemeinsame Zukunft planen konnten, haben geheiratet.

## Hintergrund
Jean Arthur war seit ihrem Durchbruch 1936 zu einer beliebten Spezialistin für Komödien avanciert und mittlerweile der einzige wirkliche Star, den Columbia Pictures exklusiv unter Vertrag hatten. Das Verhältnis zwischen Arthur und dem Studiochef Harry Cohn war jedoch völlig zerrüttet. Der permanente Streit entzündete sich weniger an den angebotenen Rollen – Arthur spielte ausschließlich in A-Produktionen mit Top-Regisseuren wie George Stevens und Frank Capra mit –, sondern an der Bezahlung. Jean Arthur war durch einen langfristigen Studiovertrag gebunden und kassierte für ihre Auftritte die in ihren Augen viel zu geringe Summe von 50.000 US-Dollar, während ihre Co-Stars wie Cary Grant teilweise das Doppelte verdienten. Der einzige Ausweg lag darin, von einer Klausel im Vertrag Gebrauch zu machen, der es Arthur gestattete, auch Filme außerhalb von Columbia zu drehen. Gemeinsam mit ihrem Ehemann Frank Ross und dem Drehbuchautor Norman Krasna gründete sie 1941 die Frank Ross-Norman Krasna, Inc. Die Filme sollten unabhängig produziert und über RKO Pictures vertrieben werden.
Die erste Zusammenarbeit wurde Mary und der Millionär. Jean Arthur und Regisseur Sam Wood verzichteten auf ein festes Gehalt im Gegenzug für eine Gewinnbeteiligung. Charles Coburn wurde für seine Darstellung für einen Oscar in der Kategorie Bester Nebendarsteller nominiert und spielte in der Folgezeit noch zweimal an der Seite von Jean Arthur, darunter in der Komödie Immer mehr, immer fröhlicher, die ihm 1943 den Oscar als bester Nebendarsteller einbrachte. Das sperrige Thema verhinderte jedoch einen wirklich großen Erfolg an der Kinokasse. Der mangelnde Zuspruch war besonders für Frank Ross ein herbe Enttäuschung, der große Erwartungen in das Projekt gesetzt hatte.

## Auszeichnungen
Bei der Oscarverleihung 1942 erhielt der Film Nominierungen in den Kategorien:
- Bester Nebendarsteller (Charles Coburn)
- Bestes Originaldrehbuch (Norman Krasna)

## Kritik
„Unterhaltsame, vorzüglich gespielte Komödie von überdrehter, manchmal fast selbstparodistischer Ausgelassenheit. Ein Schuß Sozialkritik gibt dem Filmmärchen einen vergleichsweise realitätsnahen Hintergrund, der sich später in Harmonie und in der "Verbrüderung der sozialen Klassen" auflöst.“